# Il Pallone
Il Pallone è la maggiore frazione del comune di Vitorchiano, in provincia di Viterbo.

## Posizione
A soli 7 km da Viterbo, si può definire il quartiere residenziale del vecchio paese. La zona si sviluppa alle verdi pendici pianeggianti a nord dei monti Cimini, e le ville si annidano nella docile atmosfera di campagne coltivate. È attraversata dalla Strada Statale 204 Ortana che collega la città di Viterbo a Orte e di conseguenza all'Umbria, la sola fino alla costruzione della superstrada Viterbo-Terni (Strada statale 675 Umbro-Laziale) che attraversa la provincia e collega Terni a Civitavecchia.

## Storia
Originariamente gran parte del territorio era agricolo, appartenente alla Villa ottocentesca Olimpia Pamphili, lo testimoniano la presenza di querce almeno cinquantenarie. Il 1º aprile 1976 il territorio viene lottizzato ed alle case delle famiglie Capati e Ciancolini, braccianti del Conte Ferdinando Dandini de Sylva (nonno della nota conduttrice televisiva Serena Dandini) e alla piccola ristorazione sita all'incrocio tra la Strada Statale Ortana e la Strada Sorianese, si aggiunsero mano a mano case di proprietà. La seconda ondata di costruzione edile partì agli inizi degli anni ottanta per poi continuare negli anni 2000 con un consistente sviluppo anche di natura commerciale. Da tempo sono presenti diverse attività industriali medio-piccole, come una smalteria (creata nel 1963), un nocciolificio, una azienda produttrice di scale artigianali, una di macchine agricole e tre diverse cave di peperino, tutte con esportazioni estere.
Negli ultimi anni si sono andati costituendo comitati spontanei di cittadini, fra cui il comitato "Viva il verde a Vitorchiano", sorto a difesa del verde pubblico e dell'ambiente. Dopo Antonella Carboni presiede oggi il comitato Maria Grazia Storcè .

## Origine del nome
La zona deve il suo nome a una piccola costruzione di forma sferica fatta di blocchi di peperino, adibita a rimessa militare, situata sul quadrivio formato dalla confluenza di Via della Stazione, la Strada Ortana e la Strada Sorianese. Negli anni '50 del Novecento "il pallone" venne abbattuto per far spazio alla rivendita di carburanti "Paraffina". Identica costruzione - di proprietà della famiglia Capati - è ancora presente di fronte al Centro Botanico Moutan.

## Monumenti e luoghi d'interesse
Il monastero cattolico di clausura delle suore Trappiste, popolato da circa 80 suore, che comprende oltre all'edificio, un vasto campo coltivato, che permette alle suore di vivere e di produrre marmellate di frutta presenti sul mercato. Altra fonte di lucro è la stampa e la distribuzione di santini. Alle suore di questo monastero apparteneva la Beata Maria Gabriella Sagheddu, ed il figlio dei coniugi beatificati Luigi Beltrame Quattrocchi (1880-1951) e Maria Corsini (1884-1965): frate Paolino. Il corpo della beata risiede in una piccola cappella visitabile all'interno del monastero.
I boschi di castagni e querce che inverdiscono le pendenze dei monti cimini, sono ricchi di sentieri e di selvaggina, oltre che di funghi nei mesi autunnali. Da notare la fontana del Duca, da cui sgorga perennemente acqua di sorgente potabile e che era usata dai pastori della zona per abbeverare le pecore. Le tre vasche di ristagno sono in peperino, pietra lavica estratta nella zona. Adiacenti ci sono tavoli per il ristoro che permettono anche d'estate di godere di una certa freschezza, coperti da alte querce.
La villa Olimpia Pamphili, detta anche La Cerretana, situata alla sommità del Poggio Cerquaiolo, di cui si hanno notizie da atti notarili del 1866, che è stata casa di villeggiatura di famiglie facoltose e anche di una nota famiglia nobile romana, i conti Dandini de Sylva, nonni della nota conduttrice Serena Dandini, che praticavano la caccia nelle zone limitrofe.
La Stazione ferroviaria della centenaria ferrovia Roma-Civita Castellana-Viterbo.
Il centro florovivaistico, la più grande coltivazione al mondo di peonie cinesi, che si estende su 15 ettari con più di 2000 piante, visitabile nei mesi primaverili.

## Infrastrutture e trasporti

### Ferrovie
Nella frazione si trova la stazione di Vitorchiano, sulla ferrovia Roma-Civita Castellana-Viterbo.

### Strade
La frazione è interessata dalla:
- SP63 Via Piangoli
- SP31 di Soriano
- SP21 per Vitorchiano
- SP151 (ex SS204) Ortana